# Lanová dráha Ramzová – Šerák
Sedačková lanová dráha Ramzová – Čerňava – Šerák je dvouúseková lanová dráha v Hrubém Jeseníku. Dolní úsek byl postaven v roce 1976 (současná lanovka je zde v provozu od roku 2009), horní o pět let později (současná 2010). Lanová dráha je v provozu celoročně, provozovatelem je společnost Bonera s.r.o.

## Stanice
- Ramzová (767 m n. m.)
- Čerňava (1063 m n. m.)
- Mračná (1253 m n. m.)
- Šerák (1325 m n. m.)

## Historie
Lanovka na Šerák byla první lanovou dráhou v nejvyšším moravském pohoří Hrubý Jeseník. Stavba prvního úseku mezi Ramzovou a Čerňavou byla zahájena v roce 1972. Samotnou lanovku vyrobil národní podnik Transporta Chrudim v letech 1972–1973, vzhledem k prodloužení výstavby došlo k jejímu zprovoznění až v roce 1976. Provozovatelem dráhy byl Místní národní výbor Lipová-lázně, investorem Okresní národní výbor v Šumperku, stavbu provedl Okresní stavební podnik v Jeseníku. Nová lanovka vypomohla k vytvoření menšího lyžařského areálu v oblasti Ramzové.
Druhý úsek na Šerák byl uveden do provozu v roce 1981, lanovka byla vyrobena v letech 1978–1979. Výrobcem byla opět Transporta. Tato dráha umožnila turistům lehčí přístup na vrchol Šeráku s chatou Jiřího a na hřebenovou turistickou cestu.
V roce 1987 byl dolní úsek zrekonstruován. 1. ledna 1991 si celou lanovku pronajala firma Bonera, která v roce 1996 nahradila dolní úsek kapacitnější lanovou dráhou zakoupenou z Dolomit (rok výroby 1983, středisko Bellamonte-Alpe Lusia). Důvodem byla zastaralost technologie a nedostatečná kapacita, která se projevovala zvláště v zimních měsících. Původní dolní stanice je využívána jako technické zázemí provozovatele.
V roce 2008 byla zahájena výstavba v pořadí již třetí lanovky v dolním úseku. Její trasa byla prodloužena přibližně o 150 m směrem k parkovišti v Ramzové a vede rovnoběžně s trasou druhé lanové dráhy ve vzdálenosti přibližně 50 m. 10. července 2008 byl již dokončen průsek pro lanovku, 5. září již byly osazeny všechny podpěry, 11. října byly smontovány obě stanice. Nová lanovka je opět staršího původu z Itálie, rok výroby 1990, původně sloužila v Dolomitech ve středisku Corvara. Její pravidelný provoz byl zahájen 28. února 2009. Technologie lanové dráhy, která byla na dolním úseku vystavěna v roce 1996, byla poté demontována a přesunuta o úsek výše, kde nahradila původní jednosedačkovou lanovku Čerňava – Šerák z roku 1981. Zprovozněna byla v roce 2010.

## Technické parametry
Lanovka na Šerák je dvouúseková, skládá se tedy ze dvou na sobě nezávislých drah, které na sebe navazují ve střední stanici Čerňava.

### Úsek Ramzová – Čerňava

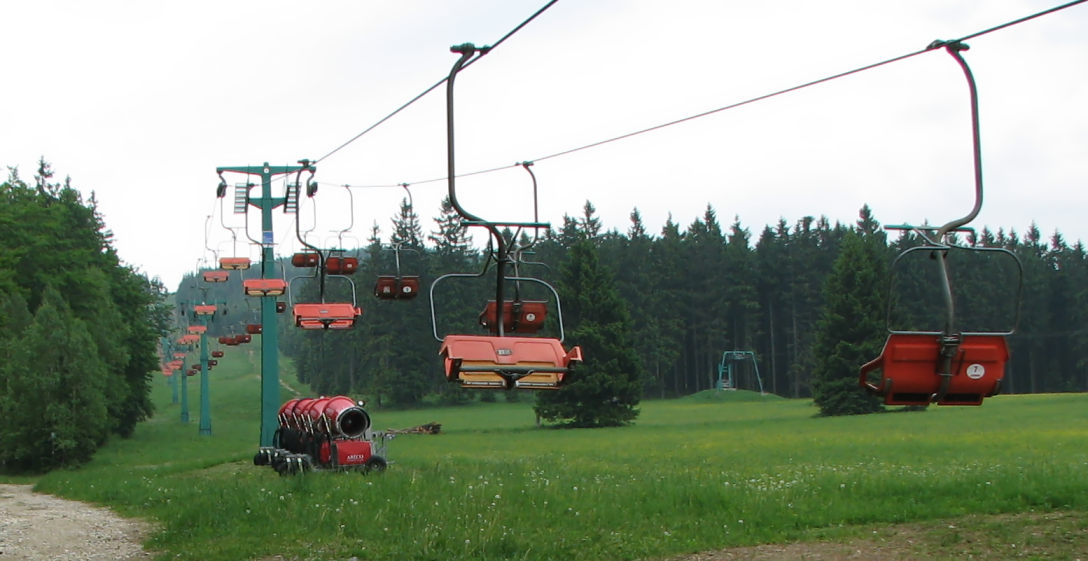
Druhá lanová dráha v roce 2008 u stanice Ramzová

Původní lanovka z roku 1976 byla osobní visutá jednolanová dráha oběžného systému s pevným uchycením jednomístných sedaček. Měla šikmou délku 1347 m, vodorovnou délku 1319 m a převýšení 276 m. Dolní stanice Ramzová se nacházela v nadmořské výšce 782 m, horní stanice Čerňava v 1058 m n. m. Dopravní rychlost byla 2,25 m/s, doba jízdy 10 min a přepravní kapacita 317 osob za hodinu. Dráha měla 104 jednomístných sedaček a 18 podpěr. Výrobcem byl národní podnik Transporta Chrudim.
Druhá lanovka (osobní visutá jednolanová dráha oběžného systému s pevným uchycením dvoumístných sedaček), zprovozněná v roce 1996, byla dlouhá 1292 m (šikmá délka) a překonávala převýšení 272 m. Dolní stanice byla přesunuta do nadmořské výšky 786 m, horní stanice zůstala původní. Rychlost byla zvýšena na 2,5 m/s, doba jízdy zkrácena na 8,6 minuty a kapacita zvýšena na 1000 cestujících za hodinu. Dráha měla 144 dvoumístných sedaček a 16 podpěr (jedna tlačná, ostatní nosné). Lanovku vyrobila firma italská Nascivera. Tato lanová dráha byla po dokončení nové lanovky přesunuta na horní úsek Čerňava – Šerák.
Třetí, současná, lanovka zprovozněná v roce 2009 je osobní visutá jednolanová dráha oběžného systému s odpojitelným uchycením čtyřmístných sedaček. Má šikmou délku 1459 m, vodorovnou délku 1430 m a převýšení 296 m. Dopravní rychlost stoupla na 4,5 m/s, hodinová přepravní kapacita na 2400 osob, doba jízdy klesla na 5,4 minuty. Počet sedaček je 116, podpěr bylo vystavěno 14 (z toho dvě tlačné, ostatní nosné). Výrobce této lanovky je firma Leitner. Dolní stanice Ramzová se nachází ve výšce 767 m n. m., horní stanice Čerňava ve výšce 1063 m n. m.

### Úsek Čerňava – Šerák

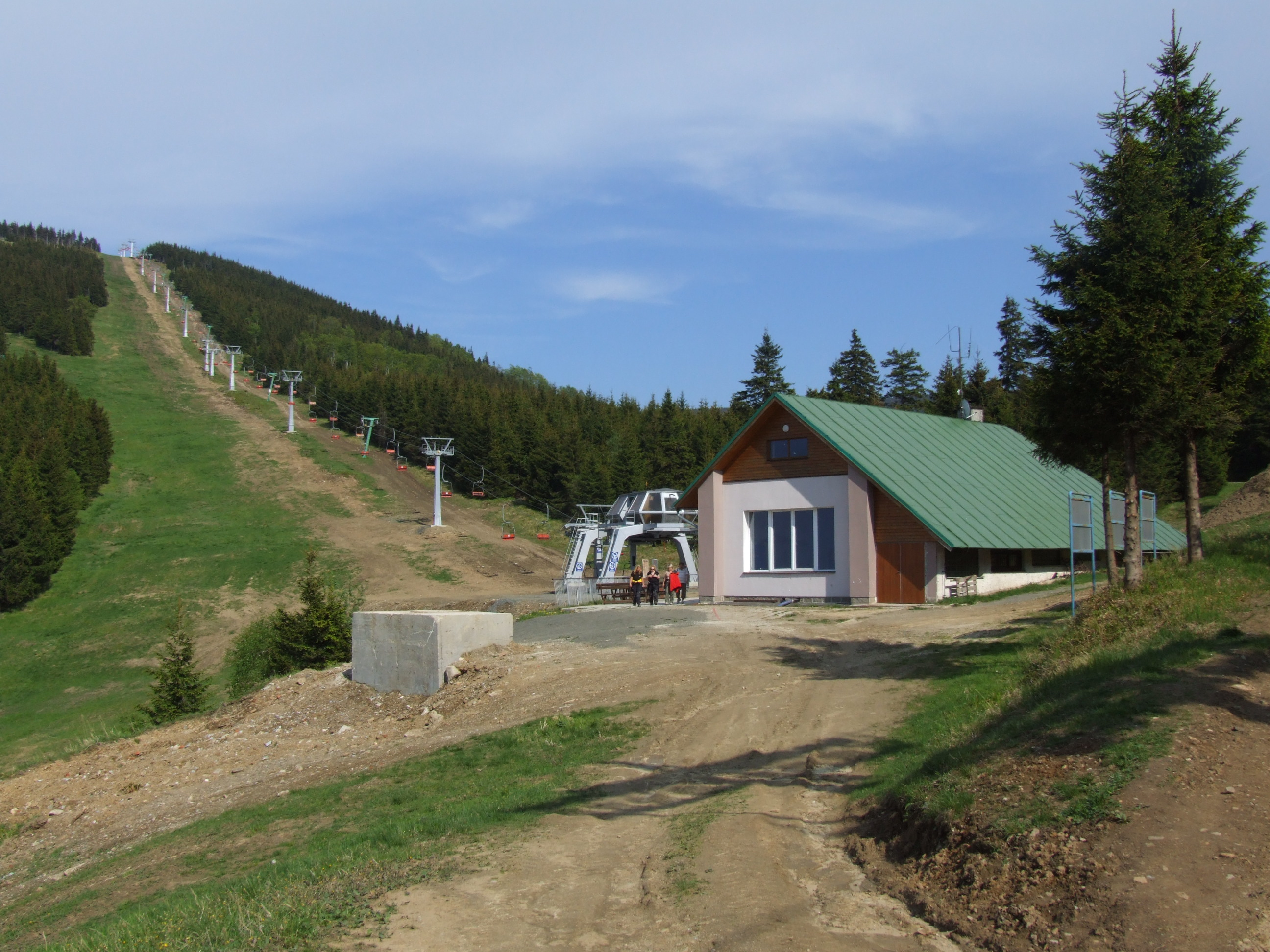
Úsek Čerňava – Šerák v květnu 2011

Na rozdíl od dolního úseku byla do roku 2010 na horním úseku v provozu původní lanovka. Jednalo se o osobní visutou jednolanovou dráhu oběžného systému s pevným uchycením jednomístných sedaček. Byla dlouhá 1852 m (šikmá délka; vodorovná délka byla 1832 m) a překonávala převýšení 274 m. Dolní stanice Čerňava byla ve výšce 1058 m n. m., horní stanice Šerák se nacházela v 1332 m n. m. Dopravní rychlost činila 2,25 m/s, doba jízdy 13,7 minuty. Lanovka za hodinu mohla vyvézt 317 cestujících. Počet sedaček byl 142, počet podpěr 33 (pět tlačných, ostatní nosné). Výrobcem byla Transporta Chrudim.
Nová lanovka, která byla zprovozněna v roce 2010, sem byla přesunuta z dolního úseku, jedná se o dráhu od firmy Nascivera. Je dlouhá 1810 m, vodorovná délka činí 1789 m, převýšení 274 m. Dosahuje maximální dopravní rychlosti 2,5 m/s, jízda trvá 12 min. Nachází se zde 178 sedaček a 25 podpěr (z toho 5 tlačných). Dolní stanice Čerňava se nachází ve výšce 1063 m n. m., horní stanice Šerák byla postavena o něco níže, v 1325 m n. m. Také byla zřízena mezistanice pro výstup Mračná v nadmořské výšce 1253 m.

## Provoz
Celá lanová dráha je v provozu celoročně, vyjma dubna a listopadu, kdy probíhají pravidelné opravy. O letních prázdninách jezdí v rozmezí 8,30 – 17,00 hod, po zbytek roku se poslední jízda koná v 16,00 hod. Základní jízdné bylo následující: z Ramzové na Čerňavu roku 2008 70 Kč, v roce 2011 80 Kč, z Ramzové na Šerák 150 Kč (2008), o tři roky později 170 Kč. Existují i zlevněné zpáteční jízdenky a různé slevy (děti, skupiny).